# Sam Vincent
James Samuel Vincent, detto Sam (Lansing, 18 maggio 1963), è un ex cestista e allenatore di pallacanestro statunitense, professionista nella NBA, in Europa e in Africa. È il fratello di Jay Vincent.

## Carriera
È stato selezionato dai Boston Celtics al primo giro del Draft NBA 1985 (20ª scelta assoluta).

## Palmarès

### Giocatore
- McDonald's All-American Game (1981)
- NCAA AP All-America Third Team (1985)
- Campionato NBA: 1

Boston Celtics: 1986

### Allenatore
- Campione NBDL (2003)